# 縁切り村〜デッド・エンド・サバイバル〜
『縁切り村〜デッド・エンド・サバイバル〜』（えんきりむら〜デッド・エンド・サバイバル〜）は、2D/3D同時上映の日本映画。

## 概要
『AKB48 24thシングル選抜じゃんけん大会』準優勝、藤江れいな (AKB48) の初主演映画のサスペンスホラー映画。ロケは東京都西多摩郡日の出町が全面協力。地元住民を対象にオーディションが行われ、エキストラ、制作スタッフにも住民が参加した「地域密着型」の映画として完成された。
キャッチコピーは「この村で、あなたの縁は怨となる…。」。

## キャスト
- 縁切り様（怨霊） - 藤江れいな（AKB48）
- 大崎一樹（村の青年） - 八神蓮
- 槙野庸子（TVプロデューサー） - 岡田真由香
- 神沢繭 - 山本早織
- 本郷槙一郎 - 浜田光夫（特別出演）
- 神沢英恵 - 磯村みどり（特別出演）
- 荒川豊 - 笠原涼二（友情出演）
- 柏木村長 - 斉木しげる（特別出演）

## スタッフ
- 企画・製作 - 大勝ミサ
- 監督・脚本 - 椿光一
- プロデューサー - 近貞博、千葉英雄
- アシスタントプロデューサー - 駒田一太郎、横田敏行、土居勇介、岡山一尋
- 撮影 - 春木譲
- 照明 - 浮池崇
- 音声 - 田邊茂雄
- 美粧 - 窪田浩樹、鈴木正子
- 特殊メイク - 鈴木春香
- ボディペイント - 武藤峰美
- 助監督 - 安藤美奈子
- 3Dスーパーバイザー - 荒木憲司
- VFXスーパーバイザー - 相澤治彦
- VFX Technical Staff - 奥牧裕介、板垣壮哲、吉田雅史、町田繁亮
- 3D編集 - 小鷹浩司、仁科丈治
- サウンドプロデュース - 千葉英雄
- 音楽 - 盛田誠
- 主題歌 - コミネリサ「さよならは言わない」
- 挿入歌 - コミネリサ「いましぃ」「ここにいるから」
- スペシャルキャスティング - 菖蒲美幸、山本和幸
- 3Dカメラ協力 - パナソニックAG-3DA1
- 3D編集協力 - NiTRo
- 制作協力・宣伝 - メッセージエンターテインメント
- 制作・配給 - スカイアンドロード
- 製作著作 - スカイアンドロード、V.F.パートナーズ